# Питтенуим
Питтенуи́м (англ. Pittenweem, гэльск. Baile na h-Uaimh) — рыбацкий поселок на восточном побережье Шотландии в области Файф.

## Экономика
Основные отрасли экономики — туризм, сельское хозяйство и рыбная ловля.